# Synagoga v Chodové Plané
Dnes již zaniklá synagoga v Chodové Plané, postavená v letech 1757 - 1759 v barokním stylu, stála na východní straně Židovské ulice na dnešní pozemkové parcele číslo 59/1 na katastrálním území městysu Chodová Planá, do jehož majetku spadá.
Nahradila starší synagogu dřevěnou (templ) ze století sedmnáctého, která možná existovala už v roce 1645. Během 2. světové války se využívala jako stáje, roku 1962 byla spolu se sousedním rabínským domem stržena. Místo po synagoze je dodnes bez zástavby, pouze porostlé trávou. Během roku 1980 byly při rozšiřování silnice strhnuty i další židovské domy ve východní části místního židovského ghetta.
V městysu se také nachází Starý a Nový židovský hřbitov.